# 弗鲁瓦德方丹
弗鲁瓦德方丹（法語：Froidefontaine，法語發音：[fʁwadfɔ̃tɛn]）是法国勃艮第-弗朗什-孔泰大区贝尔福地区省的一个市镇，位于该省中南部，属于贝尔福区。

## 地理
弗鲁瓦德方丹（47°33'54"N, 6°56'51"E）面积4.55 平方千米，位于法国勃艮第-弗朗什-孔泰大區贝尔福地区省，该省份为法国东北部内陆省份，东临上莱茵省，北起孚日省，西接上索恩省，南与杜省和瑞士接壤。
与弗鲁瓦德方丹接壤的市镇（或旧市镇、城区）包括：欧特勒谢讷、布罗涅、布勒博特、沙尔穆瓦、格朗维拉尔、格罗讷、莫维拉尔、勒库夫朗斯。

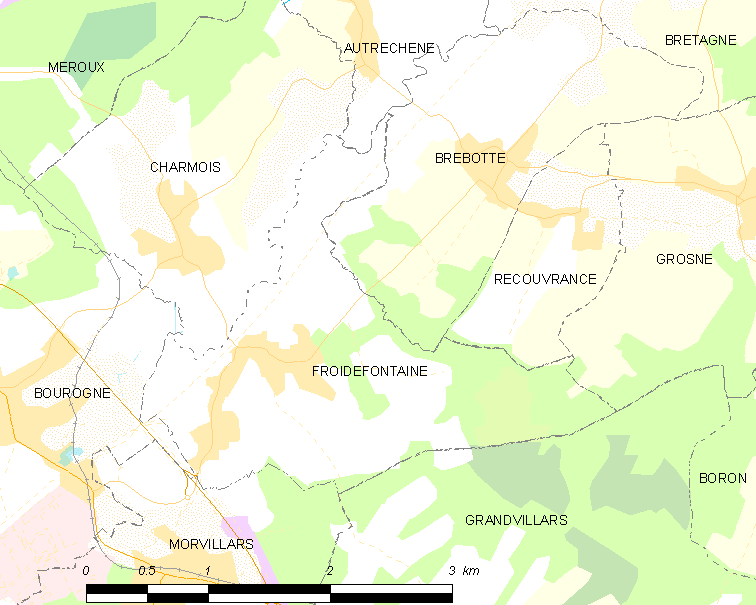
弗鲁瓦德方丹的OSM定位图

弗鲁瓦德方丹的时区为UTC+01:00、UTC+02:00（夏令时）。

## 行政
弗鲁瓦德方丹的邮政编码为90140，INSEE市镇编码为90051。

## 政治
弗鲁瓦德方丹所属的省级选区为格朗维拉尔县。

## 人口

1962-2008年间弗鲁瓦德方丹人口变化图示

弗鲁瓦德方丹于2022年1月1日时的人口数量为446人。